# Kazu Naoki
Kazu Naoki (直木 和, Naoki Kazu, 23 maart 1918 – ?) was een Japans voetballer die als aanvaller speelde.

## Japans voetbalelftal
Kazu Naoki maakte op 16 juni 1940 zijn debuut in het Japans voetbalelftal tijdens een 2600th National Foundation Festival tegen de Filipijnen. Kazu Naoki debuteerde in 1940 in het Japans nationaal elftal en speelde 1 interland.

## Statistieken
| Japans voetbalelftal | Japans voetbalelftal | Japans voetbalelftal |
| Jaar                 | Wed.                 | Dlp.                 |
| -------------------- | -------------------- | -------------------- |
| 1940                 | 1                    | 0                    |
| Totaal               | 1                    | 0                    |